# Alexei Wiktorowitsch Kassatonow
Alexei Wiktorowitsch Kassatonow (russisch Алексей Викторович Касатонов; * 14. Oktober 1959 in Leningrad, Russische SFSR) ist ein ehemaliger russischer Eishockeyspieler (Verteidiger).

## Karriere
Seine Karriere begann im Alter von 16 Jahren bei SKA Leningrad. Zwei Jahre später wurde er von HK ZSKA Moskau verpflichtet. In Moskau wurde er einer der besten Verteidiger der Welt und gewann mit dem ZSKA 11 Mal den Meistertitel.
Kassatonow und sein Partner Wjatscheslaw Fetissow galten als das beste Verteidigerteam außerhalb der NHL. Als Block hinter der berühmten KLM-Reihe bildeten sie eine fast unschlagbare Mannschaft. Manche Experten glaubten auch, dass er noch besser gewesen sei als Fetissow. Dies und die Tatsache, dass er der „Lieblingsspieler“ und das sogenannte „Auge“ des damaligen Trainers der sowjetischen Nationalmannschaft Wiktor Tichonow gewesen war, führte zu einem unrettbaren Bruch in der Freundschaft. Auch wollte er die Rebellion der russischen Spieler, angeführt von Igor Larionow und Fetissow, gegen das sowjetische System, für eine bessere Behandlung und die Möglichkeit auch außerhalb der Sowjetunion zu spielen, nicht unterstützen.
1989 wechselte er zu den New Jersey Devils, von ihnen war er schon beim NHL Entry Draft 1983 in der 12. Runde an 225. Stelle gezogen worden. Hier traf er wieder auf Fetissow, doch beide vermieden es weiterhin, miteinander zu kommunizieren.
Mittlerweile 30 Jahre alt, war Kassatonow noch immer ein sehr guter Verteidiger und so wechselte er 1993 zu den Mighty Ducks of Anaheim. Hier wurde er auch für das All-Star Game nominiert. 1995 wurde er von den Boston Bruins verpflichtet, um die Bruins Legende Ray Bourque zu unterstützen. Seine Karriere beendete er in der Saison 1996/97 beim ZSKA Moskau unter Wiktor Tichonow.

### International
Mit der sowjetischen Nationalmannschaft nahm Kassatonow an drei Olympischen Winterspielen teil und gewann dabei zwei Goldmedaillen (1984, 1988) und eine Silbermedaille (1980). Darüber hinaus erreichte er fünf Mal den Gewinn der Eishockey-Weltmeisterschaft, zudem wurde Kassatonow bei der Weltmeisterschaft 1983 zum besten Verteidiger des Turniers gekürt.
1981 wurde er als Verdienter Meister des Sports der UdSSR ausgezeichnet.

### Als Manager und Trainer
Auch nach seiner aktiven Zeit blieb Alexei Kassatonow dem Eishockey verbunden. So führte er die russische Eishockeynationalmannschaft bei den Olympischen Winterspielen 1998 in Nagano als General Manager zur Silbermedaille. Kassatonow betreute die Sbornaja in gleicher Position auch bei der Eishockey-Weltmeisterschaft der Herren 1999 und 2000. Parallel begann er seinen Sohn zu trainieren und gründete seine eigene Eishockeyschule („International Hockey Academy Kasatonov“) im Großraum New York. Dabei führte er wöchentlich Trainingseinheiten auf Staten Island durch. 2003 gründete er den Admirals Hockey Club, der bis zu fünf Nachwuchsmannschaften betrieb. 2004 wurde er Cheftrainer der Columbia University.
2008 kehrte er nach Russland zurück und wurde Cheftrainer beim HK Rys Podolsk aus der zweitklassigen Wysschaja Liga. In der Saison 2009/10 betreute er Krylja Sowetow Moskau, ebenfalls in der zweiten Spielklasse. 2010 wurde er Sportdirektor und Vizepräsident beim HK ZSKA Moskau, ehe er zwischen 2011 und April 2014 als General Manager und Vizepräsident des SKA Sankt Petersburg tätig war, bei dem er auch seine Karriere begonnen hatte.
Im Mai 2009 wurde er in die IIHF Hall of Fame aufgenommen.
2013 wurde Kassatonow erneut zum General Manager des russischen Nationalteams für die Olympischen Winterspiele 2014 in Sotschi sowie die Eishockey-Weltmeisterschaft der Herren 2013 berufen.

## Erfolge und Auszeichnungen

### Orden und Ehrungen
- 1980 Medaille „Für heldenmütige Arbeit“
- 1981 Verdienter Meister des Sports der UdSSR
- 1982 Ehrenzeichen der Sowjetunion
- 1988 Orden des Roten Banners der Arbeit
- 1996 Orden der Ehre
- 2009 Aufnahme in die IIHF Hall of Fame
- 2011 Verdienstorden für das Vaterland IV. Klasse

### Klubwettbewerbe
- 1979–1989 (11 Mal in Folge) Sowjetischer Meister mit dem ZSKA Moskau
- 1979 und 1988 Gewinn des sowjetischen Pokalwettbewerbs
- 1981–1988 All-Star Team der Wysschaja Liga
- 1990 Sowjetischer Vizemeister mit ZSKA Moskau
- 1994 Teilnahme am NHL All-Star Game

### International
| - 1978 Goldmedaille bei der Junioren-Weltmeisterschaft - 1979 Goldmedaille bei der Junioren-Weltmeisterschaft - 1979 Bester Verteidiger und All-Star Team der Junioren-Weltmeisterschaft - 1980 Silbermedaille bei den Olympischen Winterspielen - 1981 Goldmedaille bei der Weltmeisterschaft - 1981 Goldmedaille beim Canada Cup - 1981 All-Star Team des Canada Cup - 1982 Goldmedaille bei der Weltmeisterschaft - 1982 All-Star Team der Weltmeisterschaft - 1983 Goldmedaille bei der Weltmeisterschaft - 1983 Bester Verteidiger und All-Star Team der Weltmeisterschaft | - 1984 Goldmedaille bei den Olympischen Winterspielen - 1985 Bronzemedaille bei der Weltmeisterschaft - 1985 All-Star Team der Weltmeisterschaft - 1986 Goldmedaille bei der Weltmeisterschaft - 1986 All-Star Team der Weltmeisterschaft - 1987 Silbermedaille bei der Weltmeisterschaft - 1988 Goldmedaille bei den Olympischen Winterspielen - 1989 Goldmedaille bei der Weltmeisterschaft - 1991 Bronzemedaille bei der Weltmeisterschaft - 1991 All-Star Team der Weltmeisterschaft |

## Karrierestatistik

### International
(Legende zur Spielerstatistik: Sp oder GP = absolvierte Spiele; T oder G = erzielte Tore; V oder A = erzielte Assists; Pkt oder Pts = erzielte Scorerpunkte; SM oder PIM = erhaltene Strafminuten; +/− = Plus/Minus-Bilanz; PP = erzielte Überzahltore; SH = erzielte Unterzahltore; GW = erzielte Siegtore; 1 Play-downs/Relegation; Kursiv: Statistik nicht vollständig)